# Equivalencia en TNT

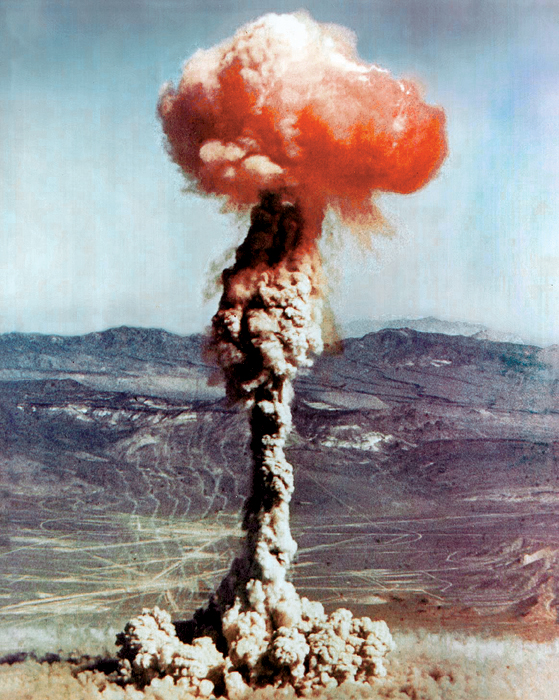
Explosión de una prueba nuclear de 14 kilotones en Nevada, 1951

Equivalencia en TNT es un método de cuantificación de la energía liberada en explosiones, basado en la equivalente cantidad de energía liberada en la detonación de trinitrotolueno:
- El ton (o tonelada, es decir, tonelada métrica) de TNT es igual a 4,184 gigajulios.
- El kilotón de TNT o kilotonelada equivale a 1000 toneladas de TNT es igual a 4,184 terajulios.
- El megatón de TNT equivale a un millón de toneladas de TNT, o mil kilotones, y es igual a 4,184 petajulios.[1]

| Gramos de TNT     | Símbolo | Toneladas de TNT    | Símbolo | Energía      |
| ----------------- | ------- | ------------------- | ------- | ------------ |
| milligramo de TNT | mg      | nanotonelada de TNT | nt      | 4,184J       |
| kilogramo de TNT  | kg      | militonelada de TNT | mt      | 4,184×106 J  |
| megagramo de TNT  | Mg      | tonelada de TNT     | t       | 4,184×109 J  |
| gigagramo de TNT  | Gg      | kilotón de TNT      | kt      | 4,184×1012 J |
| teragramo de TNT  | Tg      | megatón de TNT      | Mt      | 4,184×1015 J |
| petagramo de TNT  | Pg      | gigatón de TNT      | Gt      | 4,184×1018 J |

Su principal uso es para designar el potencial destructivo de armas, sobre todo las nucleares. Expresa la equivalencia de la energía explosiva, en toneladas de TNT.
A las bombas nucleares con energías del orden de kilotones (1 kt = 4,184 × 1012 J = 4,184 TJ: terajoules) se les denominaba bombas nucleares tácticas. Las de energías del orden de megatones (1 Mt = 4,184 × 1015 J = 4,184 PJ: petajoules) recibían el nombre de bombas nucleares estratégicas. De estas, la más grande, nunca antes detonada, ha sido la bomba del Zar, con rendimiento estimado en 50 Mt. En principio se había planeado que fuera de 100 Mt, lo que ha resultado ser la capacidad destructiva máxima alcanzada por las bombas nucleares. Sin embargo, la aparición de los MIRV y la mayor precisión de los lanzadores actuales ha convertido a las armas de menor potencia en estratégicas, dado que permite destruir objetivos estratégicos de gran importancia con múltiples impactos precisos de armas con una potencia explosiva muy inferior al megatón (a partir de 80 o 100 kilotones aproximadamente.) 
La capacidad destructiva efectiva de un explosivo, incluyendo a los explosivos nucleares, es inferior a su potencia pura y se calcula elevando esta última a 2/3 (capacidad destructiva equivalente = potencia2/3.) Esto se conoce como kilotonelaje equivalente o megatonelaje equivalente. Por el contrario, cuando se utilizan varios MIRV en un área reducida su capacidad destructiva total equivalente puede multiplicarse debido al efecto combinado de los mismos actuando desde múltiples direcciones en rápida secuencia. Por ejemplo, cuando se detonan varios MIRV en torno a un mismo punto la presión y temperatura en el centro se incrementan notablemente y la resistencia de las estructuras se reduce debido a los impactos repetidos desde múltiples direcciones.
También, a menudo, se usan  dichas unidades para cuantificar sucesos catastróficos de la naturaleza como grandes erupciones volcánicas, terremotos o impactos de meteoritos. Dos ejemplos:
- Se estima que el asteroide que impactó en Chicxulub (Yucatán) y extinguió a los dinosaurios, hace unos 65 millones de años, liberó una energía equivalente a 192 millones de megatones (192 teratones), es decir, 10 000 millones de veces la energía de las bombas de Hiroshima y Nagasaki.
- La aniquilación de un kilogramo de materia con un kilogramo de antimateria desprende una energía máxima de 17,975×1016  J  (42,96 megatones), de acuerdo con la ecuación E = mc2.